# Nadeschda Alexandrowna Kriwoluzkaja
Nadeschda Alexandrowna Kriwoluzkaja (russisch Надежда Александровна Криволуцкая; * 14. März 1954 in Moskau) ist eine sowjetische bzw. russische Geologin.

## Leben
Kriwoluzkaja aus einer Geographenfamilie studierte ab 1971 an der Lomonossow-Universität Moskau (MGU) in der Geologie-Fakultät mit Abschluss 1976. Es folgte dort die Aspirantur am Lehrstuhl für Bodenschätze bei Nikolai Jerjomin.
Von 1981 bis 1994 arbeitete Kriwoluzkaja in dem 1981 gegründeten Institut für Natürliche Ressourcen der Sibirischen Abteilung der Akademie der Wissenschaften der UdSSR in Tschita. Dort wurden die wissenschaftlichen Grundlagen für die Entwicklung der Region der Baikal-Amur-Magistrale erarbeitet. Sie verteidigte 1989 an der MGU ihre Kandidat-Dissertation über die mineralogisch-geologischen Besonderheiten und Genese der Kupfer-Erze der Tschineiskoje-Lagerstätte bei Tschara mit Erfolg für die Promotion zur Kandidatin der geologisch-mineralogischen Wissenschaften.
Darauf arbeitete Kriwoluzkaja im Moskauer Institut für Geologie der Erzlagerstätten, Petrographie, Mineralogie und Geochemie der Russischen Akademie der Wissenschaften (RAN).
Schließlich wechselte Kriwoluzkaja 2001 zum Moskauer W.-I.-Wernadski-Institut für Geochemie und Analytische Chemie (GEOChI) der RAN. Sie verteidigte 2012 an der MGU erfolgreich ihre Doktor-Dissertation über die Entwicklung des Trapp-Magmatismus und die Platin-Kupfer-Nickel-Erzbildung in der Region Norilsk für die Promotion zur Doktorin der geologisch-mineralogischen Wissenschaften.

## Veröffentlichungen (Auswahl)
- Sluzhenikin S. F., Krivolutskaya N. A.,Rad’ko V. A., Malitch K. N., Distler V.V., Fedorenko V. A.: Ultramafic-Mafic Intrusions, Volcanic Rocks and PGE-Cu-Ni Sulfide Deposits of the Noril’sk Province, Polar Siberia. Field Trip Guidebook. Jekaterinburg 2014.
- Pavlov V.E., Fluteau F., Veselovsky R.V., Fetisova A.M., Latyshev A.V., Elkins-Tanton L., Sobolev A., Krivolutskaya N.: Volcanic pulses in the Siberian traps as inferred from Permo-Triassic geomagnetic variations. In: Volcanism and global environmental change. Cambridge University Press, Cambridge 2015, S. 63–78.
- Sobolev A. V., Arndt N., Krivolutskaya N. A., Kuzmin D.V., Sobolev S. V.: The origin of gases that caused the Permian-Triassic extinction. In: Volcanism and Global Environmental Change. Cambridge University Press, Cambridge 2015, S. 147–163.
- Krivolutskaya N.A.: Siberian Traps and Pt-Cu-Ni deposits in the Noril’sk area. Springer, Cham ZG 2016.
- Gongalsky B., Krivolutskaya N.: World-Class Mineral Deposits of Northeastern Transbaikalia, Siberia, Russia. Springer, Cham ZG 2019.
- Krivolutskaya Nadezhda, Belyatsky Boris, Sereda Elena: Permian-Triassic Intrusions of the South Norilsk trough, Siberian Traps Province: mineralogy and geochemistry. In: Modern Advances in Geograpgy, Emvirement and Earth Sciences. 2021, S. 46–85.
- Krivolutskaya N.А.: The PGE-Cu-Ni Norilsk Deposits and Siberian Traps: Genetic Relationships. In: Advances in Geochemistry, Analytical Chemistry, and Planetary Sciences. Springer, Cham ZG 2023, S. 73–99.

## Ehrungen, Preise
- S.-S.-Smirnow-Preis der RAN (2015)